# خالد الريسوني
خالد الريسوني مترجم وشاعر مغربي وباحث أكاديمي،عضو اتحاد كتاب المغرب (ولد في الدار البيضاء في 5 يناير 1965م). بدأ نشر إنتاجه سنة 1978م، وشارك سنة 1985 في المهرجان العالمي للشباب والطلبة بموسكو. وترجم العديد من النصوص والدواوين الشعرية لعدد من شعراء اللغة الإسبانية وكتّابها مثل: فديريكو غارثيا لوركا، ورافائيل ألبرتي، وأنطونيو ماتشادو، وأنطونيو غامونيدا وخوان خيلمان، وأندريس سانشيث روباينا، وغيرهم. كما ترجم لعدد من شعراء اللغة العربية إلى اللغة الإسبانية مثل: أدونيس ومحمد الأشعري وحسن نجمي.

## التعليم
- حاصل على الإجازة في الأدب العربي من كلية الآداب والعلوم الإنسانية في تطوان عام 1988م.
- حاصل على ماستر تخصص: الأدب العربي في المغرب العلوي من كلية الآداب والعلوم الإنسانية في تطوان عام 2011.
- حاصل على شهادة الكفاءة التربوية لأساتذة التعليم الثانوي من المدرسة العليا للأساتذة في تطوان عام 1991.

## إصدارات

### تأليف
° كتاب الأسرار ديوان شعري مزدوج اللغة بالعربية والإسبانية دار النشر سيال مدريد 2017.

### ترجمات
| الكتاب                                                     | المؤلف                       | التاريخ | ملاحظات     |
| ---------------------------------------------------------- | ---------------------------- | ------- | ----------- |
| عن الملائكة                                                | رفائيل ألبيرتي               | 2005    | [ 3 ]       |
| يوميات متواطئة                                             | لويس غارثيا مونطيرو          | 2005    |             |
| تلفظ مجهول                                                 | خورخي أوروتيا                | 2007    |             |
| لالوثانا الأندلسية                                         | فرانسيسكو ديليكادو           | 2009    |             |
| زوايا اختلاف المنظر يليه: كتاب الطير والسكون المنفلت       | كلارا خانيس                  | 2009    |             |
| اليوم ضباب                                                 | خوسي رامون ريبول             | 2009    | [ 4 ]       |
| الكتاب خلف الكثيب                                          | أندريس سانشيث روباينا        | 2010    |             |
| خلوات وأروقة وقصائد أخرى                                   | أنطونيو ماشادو               | 2011    |             |
| مائة قصيدة وشاعر                                           | خوسيه مانويل كاباييرو بونالد | 2012    |             |
| وصف الأكذوبة يليه: يشتعل الخسران                           | أنطونيو غامونيدا             | 2013    |             |
| حقول قشتالة                                                | أنطونيو ماشادو               | 2017    |             |
| بإيجاز                                                     | ليوبولدو دي لويس             | 2017    |             |
| يستحق العناء                                               | خوان خيلمان                  | 2017    |             |
| صانع المرايا (مختارات شعرية)                               | خوان مانويل روكا             | 2019    | [ 5 ]       |
| أشعار عربية على جدران قصر الحمراء ونوافيره                 | إيميليو غارثيا غوميث         | 2020    | [ 6 ]       |
| حجر الوادي الكبير                                          | كارلوس أغواساكو              | 2021    |             |
| ميراث سرفانتس اللانهائي: مختارات من القصة القصيرة العالمية | سيرفانتس                     | 2021    |             |
| خورخي لويس بورخيس الأعمال الشعرية (الجزء الأول)            | خورخي لويس بورخيس            | 2021    |             |
| خورخي لويس بورخيس الأعمال الشعرية (الجزء الثاني)           | خورخي لويس بورخيس            | 2021    |             |
| خورخي لويس بورخيس الأعمال الشعرية (الجزء الثالث)           | خورخي لويس بورخيس            | 2022    | [ 7 ] [ 8 ] |

## الجوائز
- حصل على جائزة رافائيل ألبيرتي للشعر من سفارة إسبانيا في المغرب عام 2003.
- حصل على جائزة ابن عربي للأدب العربي من دار سيال بيجماليون، إسبانيا، عام 2017م.[3]
- حصل على جائزة شاعر السنة في نيويورك من المهرجان الشعر العالمي للأمريكتين بنيويورك المنظم من جامعة مدينة نيويورك 2019